# Gobierno Regional de Pasco
El Gobierno Regional de Pasco es el órgano con personalidad jurídica de derecho público y patrimonio propio, que tiene a su cargo la administración superior del departamento de Pasco, Perú, y cuya finalidad es el desarrollo social, cultural y económico. Tiene su sede en la capital regional, la ciudad de Cerro de Pasco.
Está constituido por el Gobernador Regional y el Consejo regional.

## Gobernador regional
Desde el 1 de enero de 2023 el órgano ejecutivo está conformado por:
- Gobernador Regional: Juan Luis Chombo Heredia
- Vicegobernador Regional: Sonia Guillermo Rivera

## Gerencia regional
Desde el 1 de enero de 2019 el órgano administrativo está conformado por:
- Gerencia General Regional: Zósimo Cárdenas Muje
- Gerencia Regional de Planeamiento, Presupuesto y Acondicionamiento Territorial: Clodoaldo López Espíritu
- Gerencia Regional de Infraestructura: Julio César Barraza Chirino
- Gerencia Regional de Desarrollo Económico: Isarel Cirilo Cusi Román
- Gerencia Regional de la Recursos Naturales y Gestión del Medio Ambiente: Germán Rodgers Castañeda Benavides

## Consejo regional
El consejo regional es un órgano de carácter normativo, resolutivo y fiscalizador, dentro del ámbito propio de competencia del Gobierno Regional, encargado de hacer efectiva la participación de la ciudadanía regional y ejercer las atribuciones que la Ley Orgánica de Gobiernos Regionales del Perú respectiva le encomienda.
Está integrado por 9 consejeros elegidos por sufragio universal en votación directa, de cada una de las 3 provincias del departamento. Su periodo es de 4 años en sus cargos. 

### Listado de consejeros regionales[2]
| # | Provincia                      | Provincia              | Partido                            | Consejero                   |
| - | ------------------------------ | ---------------------- | ---------------------------------- | --------------------------- |
| 1 |                                | Daniel Alcides Carrión | Partido Democrático Somos Perú     | Manzueto Carbajal Requis    |
| 2 |                                | Oxapampa               | Alianza para el Progreso           | Bledy Cristian Moale Colina |
| 2 | Grecia Yoseli Witting Köhel    | Oxapampa               | Alianza para el Progreso           |                             |
| 2 | Eusebio Luis Contreras Zamudio | Oxapampa               | Alianza para el Progreso           |                             |
| 2 | Pasco Verde                    | Oxapampa               | Bismark Alfonso Ricaldi Nano       |                             |
| 3 |                                | Pasco                  | Podemos por el Progreso del Perú   | Ronald Rivera Meza          |
| 3 | Alianza para el Progreso       | Pasco                  | Jacinto Chamorro Cabello           |                             |
| 3 | Pasco Verde                    | Pasco                  | Marco Martínez Hurtado             |                             |
| 3 | Partido Democrático Somos Perú | Pasco                  | Roberto Chale Suárez Chuquimantari |                             |